# Милан Минић
Милан С. Минић (Пријепоље, 1889 — Београд, 1961) био је српски архитекта и сликар, оснивач и председник УЛУПУДС-а.

## Биографија
Детињство и најраније школске дане провео је у родном Пријепољу, амбијенту у коме су се преламали утицаји различитих култура. Богато градитељско наслеђе српске средњовековне државе у Полимљу, живописни објекти исламске културе, строге фасаде профаних грађевина аустроугарског периода, подједнако су плениле пажљу будућег неимара. Боравак у Пљевљима (нижа гимназија), нарочито у Солуну, допринеће употпуљавању увида Милана Минића у генезу балканског градитељства. 
Његов син био је архитекта Оливер Минић (1915-1979).

## Архитектонски почеци
Након завршене гимназије у Солуну, Минић одлази у домовину, у Београд, у културни и административни центар Краљевине Србије. Одлучан да се посвети позиву градитеља, уписао се на Архитектонски одсек Техничког факултета. У прве две године студија, Минић је похађао предмете из курсева техничних наука, док је три последње године посветио студијама на матичном Архитектонском одсеку. Још као студент, радио је у 1912. г. у пројектантском бироу инж. Леона Талвија као главни, самостални пројектант за фасаде, од којих су значајне две резализоване - на троспратној згради на углу Улице Змаја од Ноћаја и Кнез Михајловог венца (срушена у Другом светском рату), и стамбено-пословној згради модне кројачнице Берте Алкалај и улици краља Петра 30 (између два светска рата фасаду преуредио Ф. Урбан). 

## Српски национални стил
Сарађивао је са Талвијем у архитектонском обликовању куће пуковника Бојића, на Топчидерском брду. Учествовао је у ликовном опремаљу изложбеног павиљона Краљвине Србије у Риму 1911. године. Познато је и то да је сарађивао са професором предмета "Српско-византијска култура" Милорадом Рувидићем на појединим пројектима за цркве. 
Успешна сарадња са Рувидићем са којим је обишао старе српске споменике, сачинио студије Манасије и Раванице, допринела је да Минић постане главни претедент за наследника на том предмету. 
Чињеница да је при крају студија ангажовао и професор Грађевинских конструкција, Андра Стевановић као помоћника у разради нацрта палате Српске Краљевске Академије (1913-1914), додатно говори о Минићевим способностима у то време. Минићева стручност, употпуљена сликарским даром и сувереним познавањем ликовних техника, асистирање Талвију, Рудићу, Стевановићу и Ђођевићу, биле су најбоље препоруке при запошљавању у Архитектонском одељењу Министарства грађевина Краљевине Србије у октобру 1914. По избијању рата Минић се добровољно пријавио у војну службу. На Дринском фронту био је до октобра 1915. године. Потом је по наредби Врховне команде и Министарства грађевина премештен на дужност у јужну Македонију, у технично одељење при војној станици у Охриду. 

## Архитекта и сликар
Милан Минић се родио у Пријепољу 1889. године, а архитектонски факултет завршио у Београду, где је упоредо учио и сликање и вајање. Војевао је у Првом светском рату као добровољац у Моравској дивизији, да би 1916. године, у групи од 3.000 српских бораца, стигао на Корзику, у Ајачио.
– Тамо упознаје чувеног француског акварелисту Корбелинија, на чији предлог одлази у Париз где завршава академију лепих уметности. Корбелини Минића упознаје и са славним Матисом. То, наравно, утиче на стваралаштво нашег уметника, коме је 1917. године у Ајачију организована прва самостална изложба дела – казује за „Политику“ директор Музеја у Пријепољу Славољуб – Бато Пушица.
После тог рата и повратка у Србију Милан Минић се више истиче као архитекта него као сликар. Значајна градитељска дела остварује у Београду, Шапцу, Лозници, а уочи Другог светског рата у главном граду подиже репрезентативни хотел „Мажестик“, по узору на француске хотеле. Нова послератна власт конфисковала је „Мажестик“ оставивши Минићу само део простора на последњем спрату где је имао атеље, у коме су се потом окупљали познати уметници, међу којима и Мило Милуновић.
Минић је оснивач и први председник УЛУПУДС-а (1953-1963), члан и потпредседник Инжињерске коморе. Године 1953. публиковао је историографски осврт о животу и раду прве жене архитекте у Србији, Јелисавете Начић.
Формиран у напредној демократској краљевини Србији, подстакнут искуством из париске средине (стипендист од 1915-1918), Минић као ставаралац сазрева у трећој деценији, када прелази из државне у приватну градитељску праксу. У четвртој деценији века, у престоници Југославије, као и у другим градовима, подиже своја најзаначајнија дела, хотеле Мажестик у Београду, Зелени Венац у Шапцу.

## Хотел "Мажестик"
Хотел „Мажестик“ је изграђен 1937. године, по пројекту архитекте Милана С. Минића који је био не само пројектант и извођач радова, већ и власник објекта. Хотел сачињавају два објекта, пројектована за ову намену, која формирају јединствену функционалну целину. Први изграђени објекат подигнут је 1936, а дограђен 1940. године, на парцели која у односу на прву стоји под правим углом.
Прва зграда хотела „Мажестик“ пројектована је као репрезентативни хотел, има подрум, приземље, галерију и шест спратова. Објекат је зидан у масивном конструктивном склопу, са носећим зидовима од пуне опеке и армирано-бетонским, хоризонталним и вертикалним серклажима. Кровна конструкција сале је армирано-бетонска шкољка са кружним прстеном који прихвата ободна ребра. Централно формирана кружна површина застакљена је стакленим призмама преко којих сала добија и природно осветљење. Кровну конструкцију сале носи низ стубова кружног пресека, који су лоцирани уз масивни кружни зид.
Хотел „Мажестик“ је најзначајније остварење архитекте Милана Минића којим се уклопио у савремене европске тенденције. Објекат је синтеза архитектуре, ликовне и примењене уметности, што се огледа и у обликовању фасада и обради ентеријера.

## Пројекти
- фасада зграде у Чика Љубиној бр. 5
- хотел Зелени Венац у Шапцу и Мажестик у Београду
- Дом културе у Мајданпеку
- реконструкција и адаптација бившег Старог двора за потребе Президијума ФНРЈ и Новог двора за председништво владе НРС
- довршење, адаптација и унутрашње уређење нове зграде скупштине НР Србије
- преуређење Клуба књижевника у Француској бр. 7 у Београду и Дома гарде у Топчидеру
- Зграда градске тржнице